# .km
.km je vrhovna internetska domena (country code top-level domain - ccTLD) za Komore. Domenom upravlja Comores Telecom.

## Vanjske poveznice
- IANA .km whois informacija  Arhivirana inačica izvorne stranice od 21. kolovoza 2008. (Wayback Machine)